# نشانگر تومور
نشانگر تومور (به انگلیسی: Tumor marker) مواد بیوشیمیایی قابل اندازه‌گیری هستند که با بدخیمی تومور مرتبط‌اند. این مواد توسط سلول‌های تومور یا توسط بدن در پاسخ به سلول‌های تومور ساخته می‌شوند. به عبارت دیگر نشانگر تومور ماده موجود در خون، ادرار، یا در برخی از بافت بدن است که می‌تواند در موارد ابتلا به انواع سرطان افزایش یابد. نشانگرهای گوناگون تومور٫ هر کدام نشان‌دهنده یک فرایند نئوپلازی ویژه و کمکی به تشخیص وجود سرطان است هرچند سطح بالای یک مارکر یا نشانگر تومور می‌تواند نشان‌دهنده سرطان باشد با این حال می‌تواند به دلیل‌های دیگر نیز بالا رفتن میزان این نشانگرها را در پی داشته باشد.
نشانگر تومور می‌تواند به‌طور مستقیم توسط خود تومور یا توسط سلول‌های غیر تومور و در پاسخ به حضور یک تومور تولید شود. بیشتر نشانگرهای تومور آنتی‌ژن یا پادگن‌های تومور بوده اما همه آنتی‌ژن‌های تومور را نمی‌توان به عنوان نشانگر تومور در نظر گرفت.

## کاربرد
همجموعه ماموگرافی٫ سونوگرافی٫ سی‌تی‌اسکن و ام‌آرآی با همراهی نشان‌گرهای تومور می‌توانند یک آزمون تشخیصی محسوب گردند اما آزمون تشخیصی تعیین‌کننده باید با بافت‌برداری یا بیوپسی انجام گیرد؛ بنابراین افزایش میزان نشانگرهای تومور به تنهایی برای تشخیص سرطان کافی نیستند اما از آن‌ها می‌توان برای تعیین میزان پیشرفت٫ نظارت بر درمان یا تشخیص بازگشت سرطان استفاده کرد.

## نمونه‌ها
| نشان‌گر تومور                 | نوع تومور مربوط                                                                                               |
| ---------------------------- | --- |
| آلفا فیتوپروتئین (AFP)       | تومور جرم‌سل و کارسینوم هپاتوسل                                                                                |
| CA 15-3                      | سرطان پستان                                                                                                   |
| CA 27-29                     | سرطان پستان                                                                                                   |
| سی‌ای۱۹-۹                     | به‌طور عمده سرطان لوزالمعده، اما گاهی نیز سرطان روده بزرگ.                                                     |
| CA-125                       | به‌طور عمده سرطان تخمدان، گاه می‌تواند در موارد دیگری از سرطان نیز افزایش یابد.                                 |
| کلسی تونین                   | کارسینوم مدولار تیرویید.                                                                                      |
| کروموزوم‌های ۳, ۷, ۱۷, و 9p21 | سرطان مثانه                                                                                                   |
| سیتوکراتین (انواع گوناگون)   | بسیاری از کارسینوم، و برخی سارکوم                                                                             |
| PSA                          | سرطان پروستات                                                                                                 |
| گنادوتروپین جفتی انسان (hCG) | بیماری تروفوبلاستیک بارداری ٫تومور سلول جرم، کوریوکارسینوما                                                   |
| ایمونوگلوبولین               | لنفوم، لوسمی                                                                                                  |
| S100 پروتیین                 | ملانوم، سارکوم                                                                                                |
| NK2                          | همه انواع سرطان تیرویید، سرطان ریه                                                                            |
| M2-PK                        | سرطان روده بزرگ، سرطان پستان، سرطان ریه،سرطان لوزالمعده، سرطان مری، سرطان معده، سرطان گردن رحم، سرطان تخمدان، |